# Fairbanks (Wisconsin)
Fairbanks – miasto w Stanach Zjednoczonych, w stanie Wisconsin, w hrabstwie Shawano.